# Strongylosoma japonicum
Strongylosoma japonicum är en mångfotingart som beskrevs av Peters 1864. Strongylosoma japonicum ingår i släktet Strongylosoma och familjen orangeridubbelfotingar. Inga underarter finns listade i Catalogue of Life.